# Allium chrysocephalum
Allium chrysocephalum är en amaryllisväxtart som beskrevs av Eduard August von Regel. Allium chrysocephalum ingår i släktet lökar, och familjen amaryllisväxter. Inga underarter finns listade i Catalogue of Life.